# Critiche al sistema sessuale di Linneo

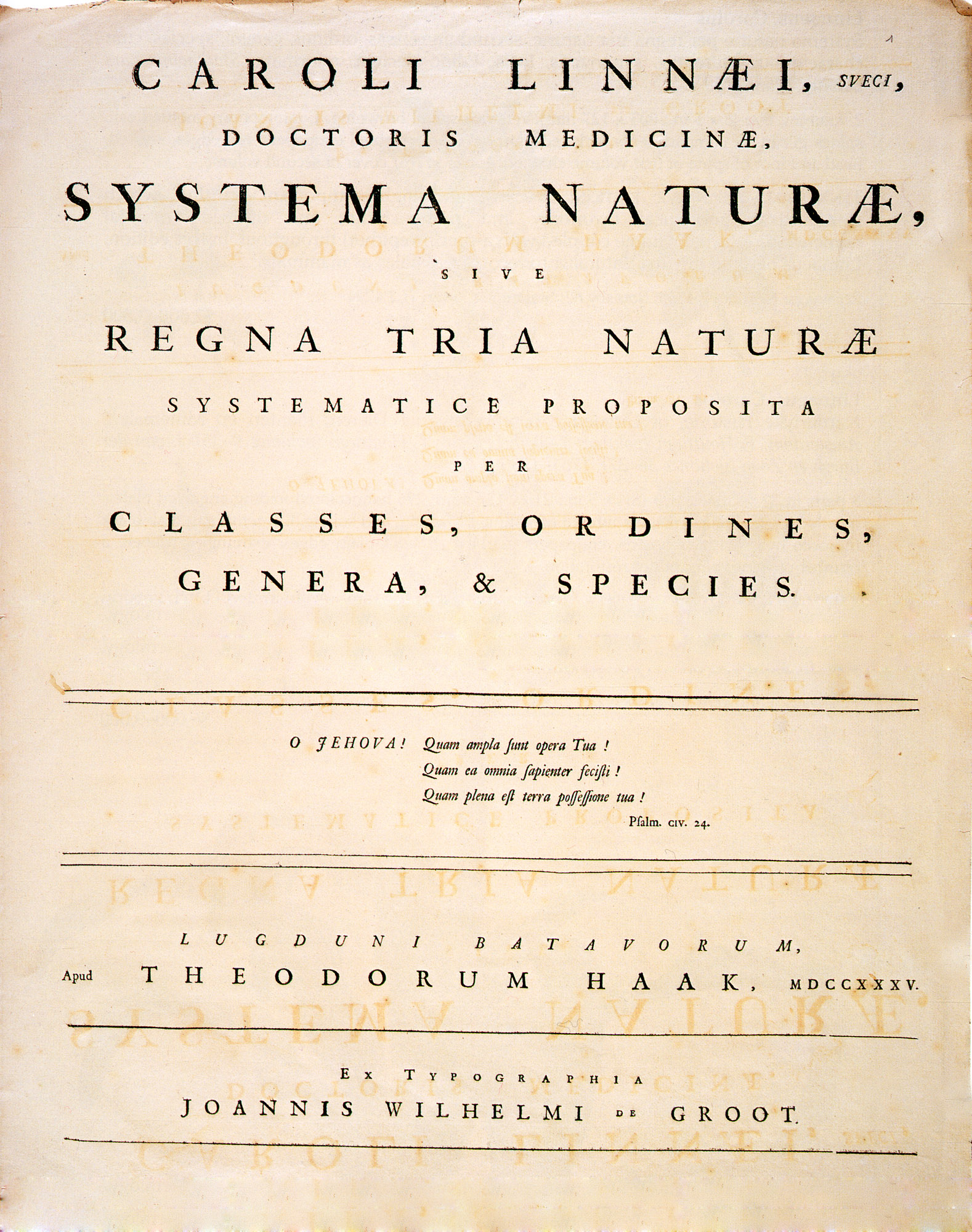
Prima edizione del Sistema naturae (1735)

Il naturalista Carlo Linneo (1707-1778) introdusse un nuovo sistema per la classificazione delle piante, il cosiddetto "sistema sessuale", che si basava sulla morfologia di stami e pistilli, gli organi della riproduzione sessuata.
Questo approccio incontrò molta resistenza tra i botanici dell'epoca, che contestarono il sistema con toni accesi; tra questi Christian Gottlieb Ludwig (1709–1773), Lorenz Heister (1683-1758), Albrecht von Haller (1708-1777) e Johann Georg Siegesbeck (1686-1755).
Una parte di critiche mosse al sistema linneano erano riferite soprattutto all'esplicito accostamento che egli aveva fatto tra la sessualità delle piante e quella degli uomini. Egli, infatti, scriveva:
"Le foglie dei fiori […] servono come un letto nuziale che il creatore ha così gloriosamente sistemato […] e profumato con così tante delicate essenze che lo sposo con la sua sposa possono lì celebrare i loro nuziali con tanta solennità.  Quando il letto è preparato così, allora è il momento affinché lo sposo abbracci la sua amata sposa e le offra i suoi doni."
Tanto furono giudicate blasfeme le opere di Linneo che il Papa ne proibì l'introduzione in Vaticano fino al 1774.

## La disputa tra Carlo Linneo e Johann Georg Siegesbeck
Uno dei più accaniti oppositori al sistema linneano fu Siegesbeck.
Nel dicembre 1737 Siegesbeck, infatti, pubblicò "Botanosophiae verioris sciagraphia brevis in usum discentium adornata" e poi "Epicrisis in clar. Linnaei nuperrime evulgatum systema plantarum sexuale, et huic superstructam methodum botanicam", in cui cercò di confutare il sistema sessuale linneano, anche se con scarse argomentazioni scientifiche.
Quello che sconvolgeva Siegesbeck, come lui stesso affermava, era l'immoralità del sistema di Linneo centrato sull'analisi degli organi sessuali, e per questo lo derise apertamente chiedendosi se:
"davvero Dio avrebbe permesso ad una ventina di uomini o più (ovvero gli stami) di avere una donna in comune (ovvero il pistillo), o che un uomo sposato, oltre la sua legittima moglie, potesse avere concubine sotto forma dei fiori vicini".
Così Siegesbeck concluse che:
"Dio non avrebbe mai permesso un'abominevole impudicizia tra le sue piante innocenti, le sue più care piccole creazioni!"
Linneo commentò subito, nel suo epistolario con Ludwig, le critiche avanzate dai botanici tedeschi nei suoi confronti affermando che:
"siamo stati creati gli esseri umani, al fine di dissentire, in modo che attraverso il dissenso finalmente la verità potrà venir fuori! Noi botanici viviamo in una repubblica libera. È concesso a ciascuno di decidere quello che vuole dire, quello che pensa. Solo il tempo ci giudicherà".

### Rapporti iniziali tra Linneo e Siegesbeck

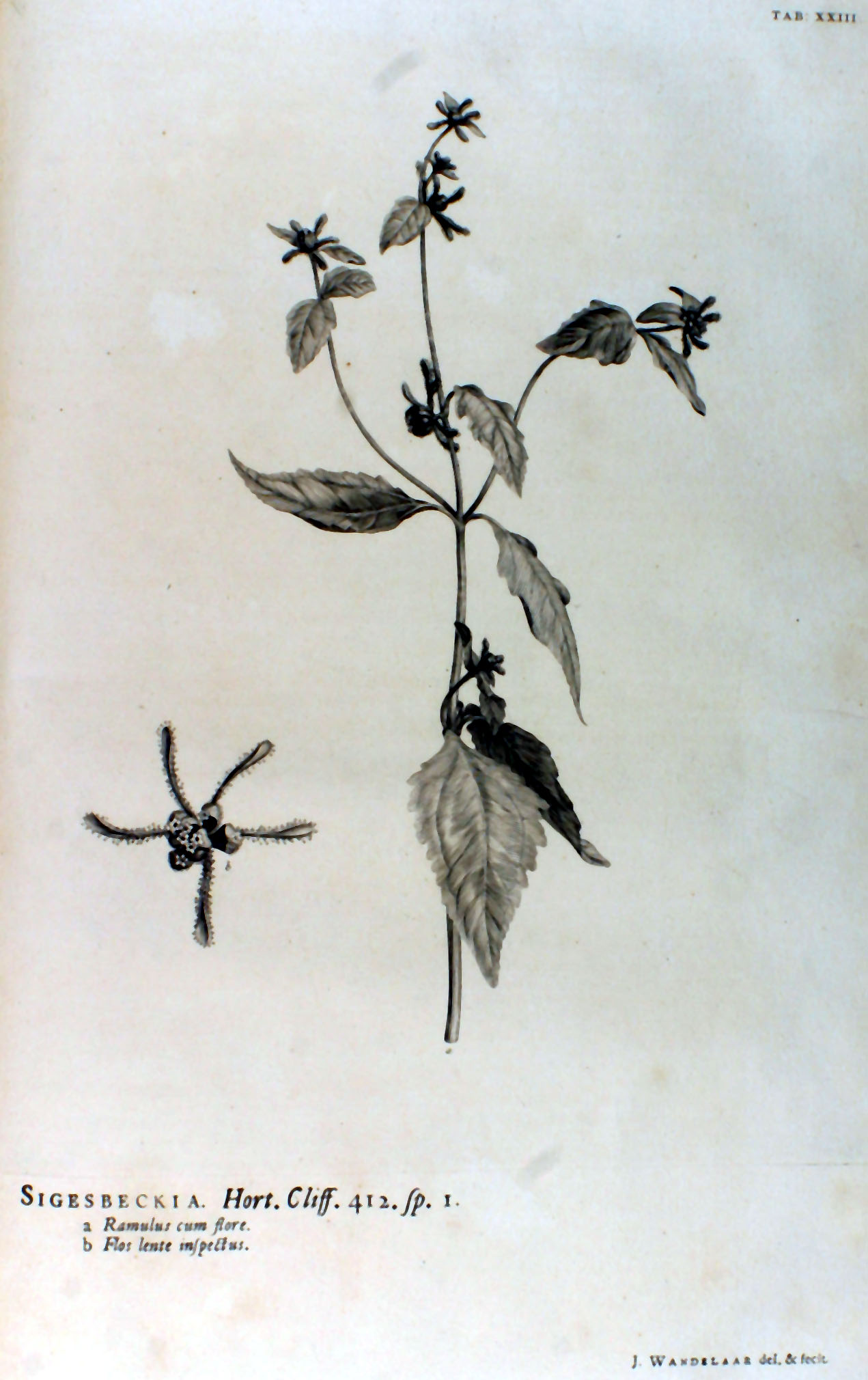
Tab.XXIII Sigesbeckia - in Hortus Cliffortianus, 1ª Ed., 1737 - Jan Wandelaar (1690–1759)

In un primo momento i rapporti tra Linneo e Siegesbeck sembravano essere amichevoli. Tra il 14 novembre 1735 e il 12 aprile 1737, infatti, Siegesbeck scrisse a Linneo quattro lettere molto cordiali. Il 4 giugno 1736 lo informò che l'anno prima, per ordine dell'imperatrice russa Anna, erano stati fondati giardini medici sia a San Pietroburgo e che a Mosca; del primo era responsabile lo stesso Siegesbeck, mentre dell'ultimo era responsabile un altro botanico tedesco, Traugott Gerber (1710-1743).
Nonostante le apparenze, tuttavia, tra Linneo e Siegesbeck non corse buon sangue, tant'è che nella rivista Hortus Cliffortianus, pubblicata nell'estate del 1737, Linneo chiamò Sigesbeckia una piccola erba maleodorante, con evidente riferimento al collega.

### La disputa
Linneo si rese subito conto che le critiche mossegli da Siegesbeck avevano danneggiato la sua reputazione. Quando, infatti, tornò in Svezia nel 1738, dopo tre anni trascorsi nei Paesi Bassi, scoprì che tutta la città di Stoccolma stava ridendo di lui. Questo lo sorprese molto considerato il modo poco scientifico, con il quale Siegesbeck aveva confutato la sua tesi, ma la situazione era così grave che Linneo non riusciva nemmeno a trovare un servo che volesse lavorare per lui e, come afferma in una delle sue biografie, "nessuno osava mandare a curare da lui nemmeno il suo cane".
Egli, così come confidò in una lettera del 13 settembre 1748 ad Haller, aveva promesso al suo maestro, Hermann Boerhaave (1668-1738), di non prendere parte ad alcuna disputa scientifica, tuttavia fu costretto a difendersi in qualche modo dagli attacchi di Siegesbeck.
Pur mantenendo la promessa fatta, non attaccando direttamente Siegesbeck, Linneo lasciò che altri lo facessero al suo posto. Così il suo vecchio amico Johan Browallius (1707-1775), poi vescovo di Åbo, intraprese la sua difesa pubblicando nel 1739 "Examen epicriseos in Systema plantarum sexuale Cl. Linnaei, Anno 1737 Petropoli evulgatae, auctore Jo. Georgio Siegesbeck", dove smontò tutte le tesi di Siegesbeck.
Browallius affermò che la sola critica che si potesse formulare al sistema sessuale di Linneo è che all'interno della stessa classe erano state riunite piante molto diverse tra loro, ma questa critica può essere attribuita a qualsiasi sistema artificiale e non si può evitare finché non si scoprirà un vero sistema naturale. Il sistema di Linneo, in ogni caso,  conteneva più classi naturali rispetto a qualsiasi altro sistema precedente.
In una delle sue autobiografie Linneo stesso dice di aver sostenuto Browallius nello scrivere la sua difesa ("multa communicavit") e per questo lo ringraziò dando in suo onore il nome Browallia ad un genere di pianta inclusa in Species plantarum (1753).
La stessa cosa avvenne in "Consideratio epicriseos Siegesbeckianae in Linnaei systema plantarum sexuale et methodum botanicam huic superstructam", un lavoro pubblicato nel 1740 da Johann Gottlieb Gleditsch (1714-1786), un altro dei corrispondenti tedeschi di Linneo.
Siegesbeck, a sua volta, diede una risposta forte in "Vaniloquentiae botanicae specimen" (1741), tentando di screditare il suo avversario con illazioni. Ad esempio dice che lui
"non sa se è in concorrenza con Linneo botanico o poeta o oratore, dal momento che egli chiama le ovaie semi e parla di matrimonio, felicità e amore riguardo alle piante. In realtà, il metodo sessuale di Linneo avrebbe dovuto essere chiamato il metodo lascivio. C'è una grande differenza tra la poligamia e le associazioni con le prostitute. L'uno è sancito nel Vecchio Testamento, l'altro no".

### Un episodio imbarazzante
L'ostilità tra Linneo e Siegesbeck si inasprì nel 1740, a causa di una sfortunata coincidenza. Linneo trovò un pacchetto di semi con alcuni frutti di Sigesbeckia orientalis nell'Orto Botanico dell'Università di Uppsala e rietichettò il pacchetto con il nome Cuculus ingratus ("il cuculo ingrato"). Nulla sarebbe accaduto se il pacchetto non fosse finito a San Pietroburgo, nelle mani dallo stesso Siegesbeck. L'episodio fece infuriare quest'ultimo a tal punto da bloccare qualsiasi scambio di esemplari vegetali con l'Università di Uppsala e con Linneo.
Sten Carl Bielke (1709-1763) cercò più volte di ricomporre la frattura sollecitando Linneo ad inviare una lettera di scuse a Siegesbeck. Cercò di convincerlo offrendogli tutte le piante provenienti dalla Siberia visto che Georg Wilhelm Steller (1709-1746) di lì a poco sarebbe tornato con una grande collezione di esemplari dalla Kamčatka.
Linneo tuttavia, con una sua lettera indirizzata a Bielke, mostrò tutto il suo disappunto nei confronti di Siegesbeck sottraendosi a qualsiasi tentativo di conciliazione.

### Epilogo della disputa
Nel 1760 Linneo, una volta per tutte, saldò il suo conto con Siegesbeck. In una delle sue autobiografie, infatti, attribuì a circa una trentina di botanici contemporanei vari gradi di "ufficiali della flora". Siegesbeck fu elencato in fondo alla lista con il grado più scarso di sergente maggiore ("fältväbel") mentre al penultimo posto fu collocato Heister. In conformità con il titolo di "omnium seculi sui botanicorum princeps" che si era dato, Linneo si collocò in cima alla lista come "generale".
Per rispondere indirettamente alle critiche mossegli dai suoi contemporanei e con lo scopo di magnificare la sua persona, nella sua autobiografia Linneo, parlando di sé, concluse:
"Dio è stato con lui [cioè sé stesso], ovunque sia andato, e ha sradicato tutti i suoi nemici per lui e lo ha reso un grande nome, grande come quelli dei più grandi uomini sulla terra .... Nessuno è stato un più grande botanico o zoologo".

## Altre critiche al sistema sessuale
Oltre a Siegesbeck ci furono anche altri botanici e naturalisti dell'epoca che criticarono l'impostazione data da Linneo alla classificazione scientifica.
Nel 1741, ad esempio, Heister nel suo studio "Meditationes et animadversiones in novum systema botanicum sexuale Linnæi", si schierò contro Linneo giudicando il sistema sessuale totalmente inutile, perché sarebbe stato molto difficile distinguere e contare gli stami.
Altre critiche al sistema linneano vennero anche dalla Francia, dove il naturalista Georges-Louis Leclerc de Buffon (1707-1788) fu promotore di una opposizione teorica più strutturata e di merito rispetto a quanto avessero fatto altri.  Tuttavia, anche in Francia vi furono altri che sostennero Linneo, come ad esempio  Bernard de Jussieu, che nel 1744 pubblicò a Parigi la quarta edizione del Systema naturae , aggiungendo ai generi e alle specie di Linneo i nomi corrispondenti assegnati da Joseph Pitton de Tournefort (1656-1708), nonché i nomi comuni francesi.
In Inghilterra a protestare contro il sistema di Linneo fu il professore emerito di botanica ad Oxford Johann Jacob Dillenius (1687-1747), che lo considerò artificiale e giudicò eccessiva l'importanza data ai caratteri sessuali, ritenuti
"del tutto inutili, superflui, anche ingannevoli, per la definizione del carattere di una pianta".